# The Princess of New York
The Princess of New York – brytyjski niemy melodramat z 1921 w reżyserii Donalda Crispa. Autorką scenariusza jest Margaret Turnbull, która napisała go na podstawie powieści Cosmo Hamiltona z 1911. W rolach głównych wystąpili David Powell i Mary Glynne.
8 sierpnia 1921 zarejestrowano prawa autorskie  dla Famous Players-Lasky pod numerem LP16845. Projektantem planszy tekstowej The Princess of New York był Alfred Hitchcock. Wszystkie kopie filmu nie zachowały się do czasów współczesnych.

## Fabuła
Amerykańska dziedziczka Helen Stanton (Mary Glynne) podczas wizyty w Londynie zostaje przedstawiona grupie ludzi z tytułami, lecz o złej reputacji. Spotyka się też z Geoffreyem Kingswardem (David Powell), który zakochuje się w niej. Usiłuje on ostrzec Stanton przed nowo poznaną społecznością, lecz nie jest w stanie zdobyć jej zaufania. Z kolei sir George Meretham (George Bellamy) nakłania swego syna Allana (Ivo Dawson), by ten zabiegał o względy kobiety, chcąc tym samym odzyskać rodzinną fortunę. Gdy Meretham dowiaduje się o bankructwie ojca Stanton, namawia kobietę by zastawiła klejnoty i pożyczyła mu pieniądze. Wkrótce mężczyzna znika wraz z gotówką. Stanton ma zostać aresztowana, lecz z pomocą przybywa jej Kingsward. Wkrótce pojawia się list, zaprzeczający rzekomemu bankructwu ojca Stanton. Zawiera on także poradę, by kobieta wyszła za mąż za Kingswarda.

## Obsada
Opracowano na podstawie materiału źródłowego:

- David Powell – Geoffrey Kingsward
- Mary Glynne – Helen Stanton
- Saba Raleigh – pani Raffan
- George Bellamy – sir George Meretham
- Dorothy Fane – Violet Meretham
- Ivo Dawson – Allan Meretham
- Philip Hewland – pułkownik Kingsward
- R. Heaton Grey – pan Greet
- Wyndham Guise (również jako Windham Guise) – Eardley Smith
- Jane West – pani Eardley Smith
- H. Lloyd – lichwiarz
- Lionel Yorke – Reddish
- William Parry – sędzia

## Produkcja

### Przygotowania

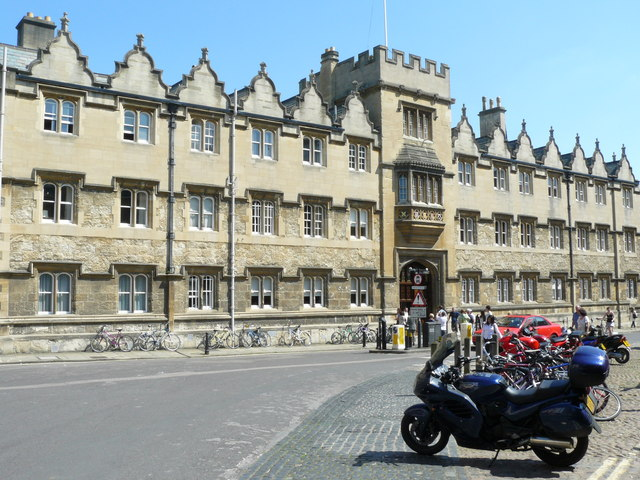
Część zdjęć nagrywano na terenie Oriel College w Oksfordzie

19 grudnia 1919 tygodnik „Variety” poinformował, że kompania Famous Players-Lasky przymierza się do produkcji filmowej ekranizacji powieści The Princess of New York pióra Cosmo Hamiltona z 1911.  Autorką scenariusza jest Margaret Turnbull.
Początkowo do głównej roli żeńskiej była przymierzana Violet Heming – dla której miał to być „drugi gwiazdorski pokaz”. 12 lutego 1921 „The Moving Picture World” podał informację, że następną produkcją brytyjskiego reżysera Donalda Crispa, na mocy kontraktu z Famous Players-Lasky, będzie The Princess of New York. Crisp wraz ze swoim asystentem Claude’em H. Mitchellem udał się do Hiszpanii i Włoch, w celu poszukiwania odpowiednich plenerów do realizacji. Rozpoznanie scenerii filmowej trwało do marca, a pod uwagę była brana m.in. francuska Riwiera. Jak podawał „The Moving Picture World” w swoim wydaniu z 26 marca, w studiu mieszczącym się przed Pool Street na Islington w północnej części Londynu, dziesięć dni wcześniej rozpoczęto montaż i ustawianie konstrukcji w celu stworzenia pełnowymiarowej scenerii. Według źródeł Crisp miał wybrane lokalizacje w Hiszpanii i południowej części Francji, lecz nie ma jednoznacznego potwierdzenia, że realizowano tam niektóre sceny.

### Realizacja
Okres zdjęciowy trwał od 9 kwietnia do 21 maja 1921. Według artykułu zamieszczonego na łamach „The Moving Picture World” z 30 kwietnia, część scen nagrywano na terenie Uniwersytetu Oksfordzkiego oraz w Oriel College. Innymi plenerami były budynek sądu przy Bow Street i hol w Strand Palace Hotel. Brytyjski autor Thomas Burke, który był znany z tego iż „notorycznie z niesmakiem patrzył na filmy”, dwukrotnie odwiedzał plan zdjęciowy i – jak relacjonował australijski magazyn „Call” – został „nawrócony”. Film The Princess of New York zarejestrowano na standardowej taśmie 35 mm w formacie 1.37:1. Projektantem planszy tekstowej The Princess of New York był Alfred Hitchcock, późniejszy reżyser.

## Odbiór

### Premiera kinowa i recenzje
Brytyjska premiera filmu odbyła się 30 czerwca 1921. W Stanach Zjednoczonych The Princess of New York zadebiutował 7 sierpnia, gdzie był dystrybuowany przez Paramount Pictures. Według źródeł ukazał się on w pięciu bądź siedmiu rolkach o łącznej długości 6,287 stóp.
Jeden z krytyków magazynu „Picturegoer” pisał: „Brytyjska produkcja «The Famous Lasky», The Princess of New York, nie jest godną uwagi propozycją, choć szczyci się między innymi Cosmo Hamiltonem jako autorem oraz Mary Glynne i Davidem Powellem jako głównymi gwiazdami. Historia jest boleśnie konwencjonalna pod względem motywu działania i niewiele wysiłku poczyniono, aby tchnąć nowe życie w starodawnych dramatycznych sytuacjach […] W filmie pojawiają się ciekawe postacie z Oksfordu, ale historia jest zbyt oczywista, aby być czymś więcej niż łagodnie zabawną”. Autor wyrażał pochlebną opinię na temat kreacji Glynne i Powella, nazywając tę ostatnią „uosobieniem męskiej cnoty”.